# Gulfstream G500 (2014)
Ne pas confondre le Gulfstream G500 de 2014 avec le Gulfstream G500 de 2002.
Dimensions
Les Gulfstream G500 et G600 (G-VII) sont des jets d'affaire biréacteurs du constructeur Gulfstream Aerospace. Ils remplacent les G450 et G550.
Une version plus courte, G400 est annoncée en 2021 pour une mise en service en 2025.

## Développement
Les G500 et G600 reprennent en partie le fuselage, les ailes et les avancées technologiques du Gulfstream G650. Ils sont en revanche équipés du Turboréacteur « double flux » Pratt & Whitney Canada PW800 (PW814GA pour le G500, PW815GA pour le G600).

## Gulfstream G500
Bien que nommé de façon identique à la version lancée en 2002, le G500 est un appareil totalement nouveau, dévoilé par Gulfstream Aerospace le 14 octobre 2014, issu du projet P42 (qui a aussi donné naissance au G600) .
Le premier vol du G500 a eu lieu le 18 mai 2015. Il a obtenu sa certification de la FAA le 20 juillet 2018 et le premier exemplaire a été livré le 27 septembre 2018.

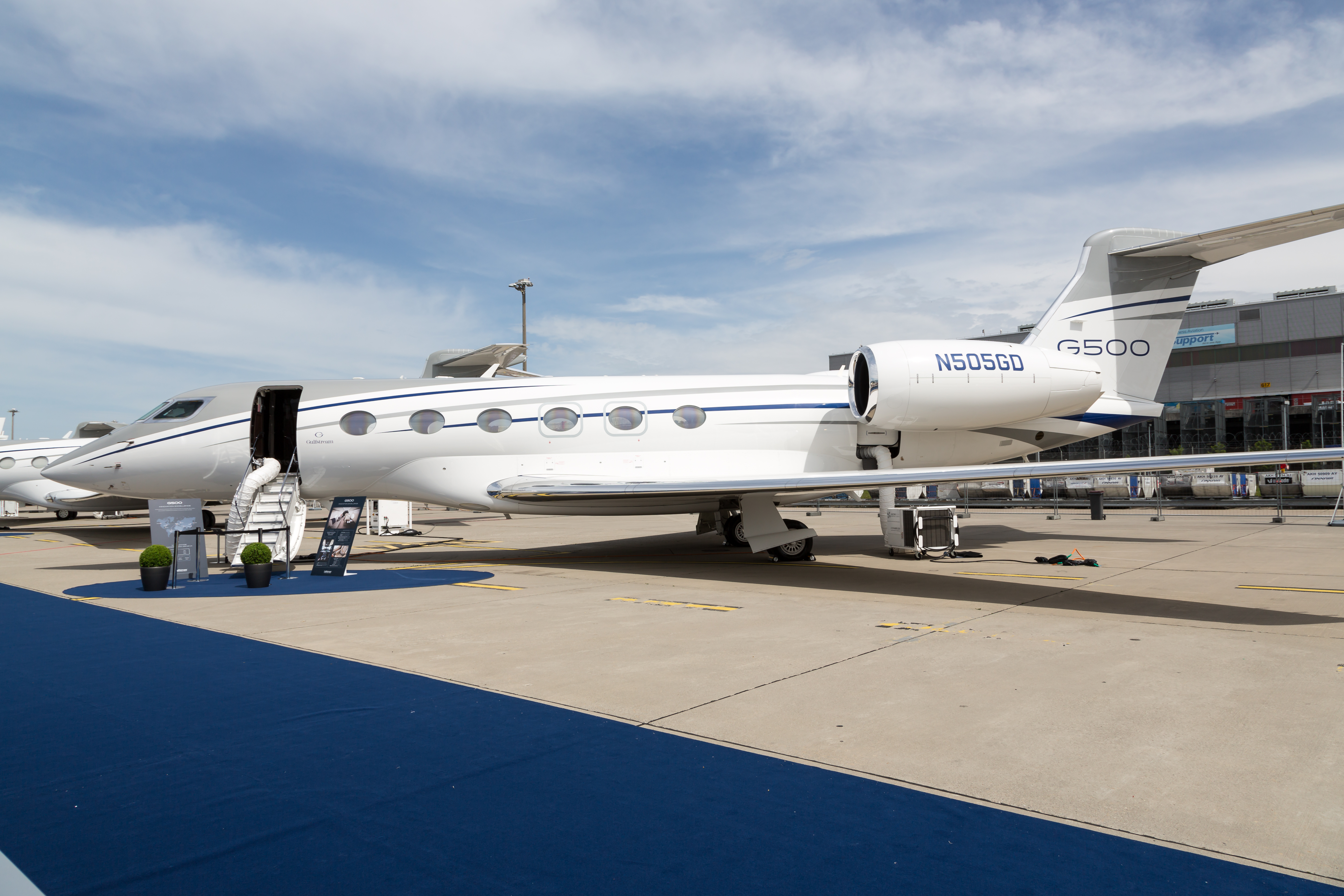
Gulfstream G500
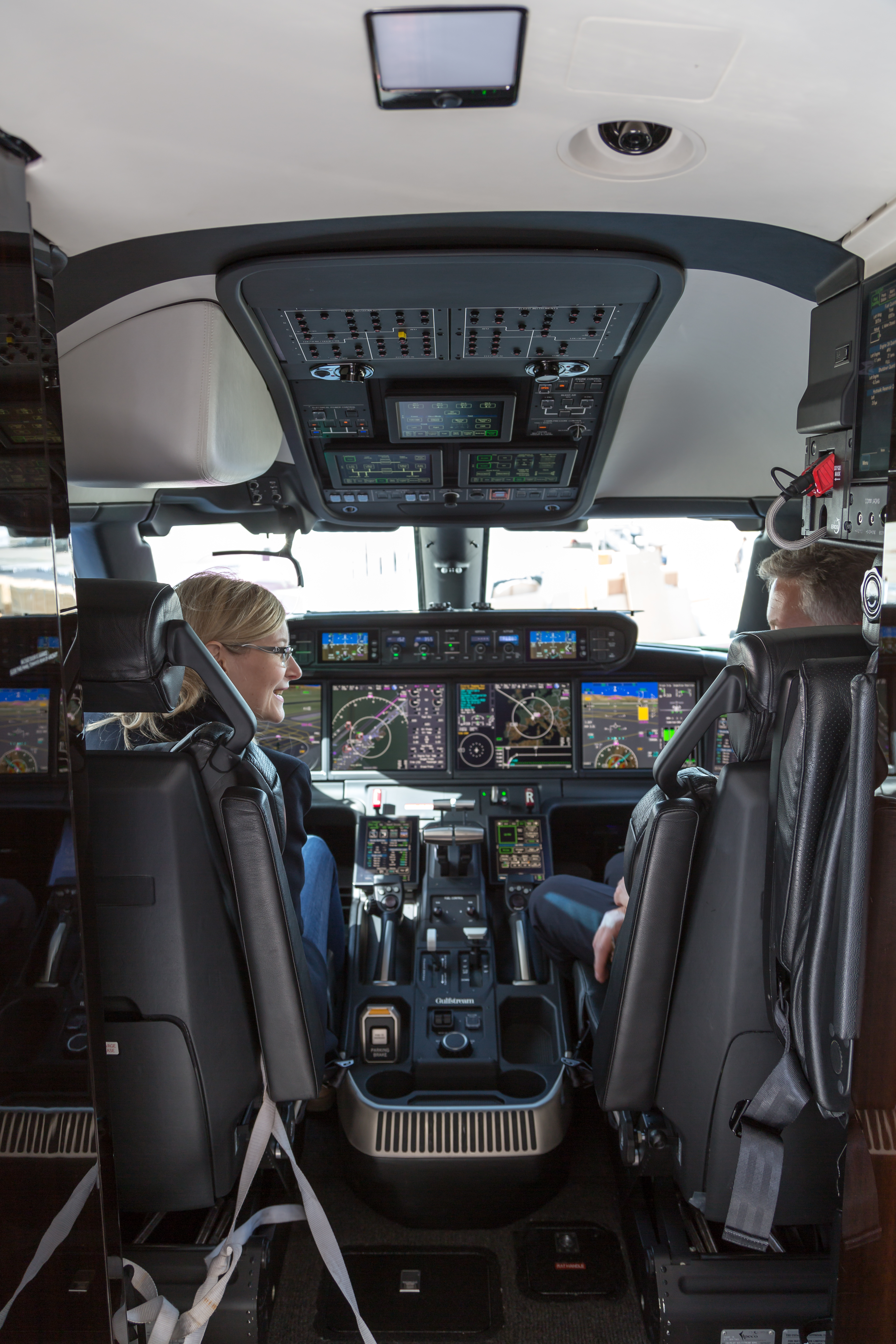
Cockpit
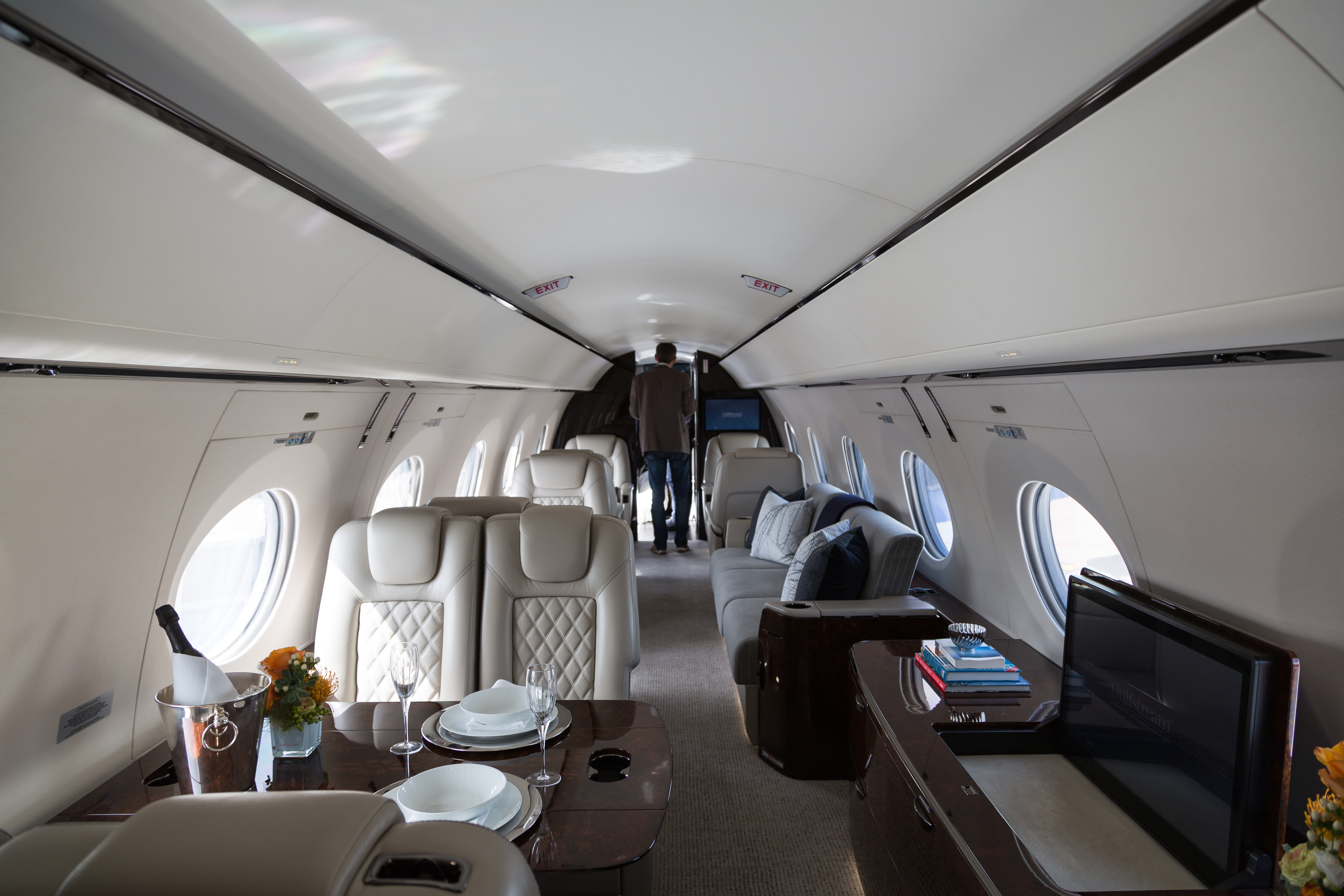
Cabine

## Gulfstream G600

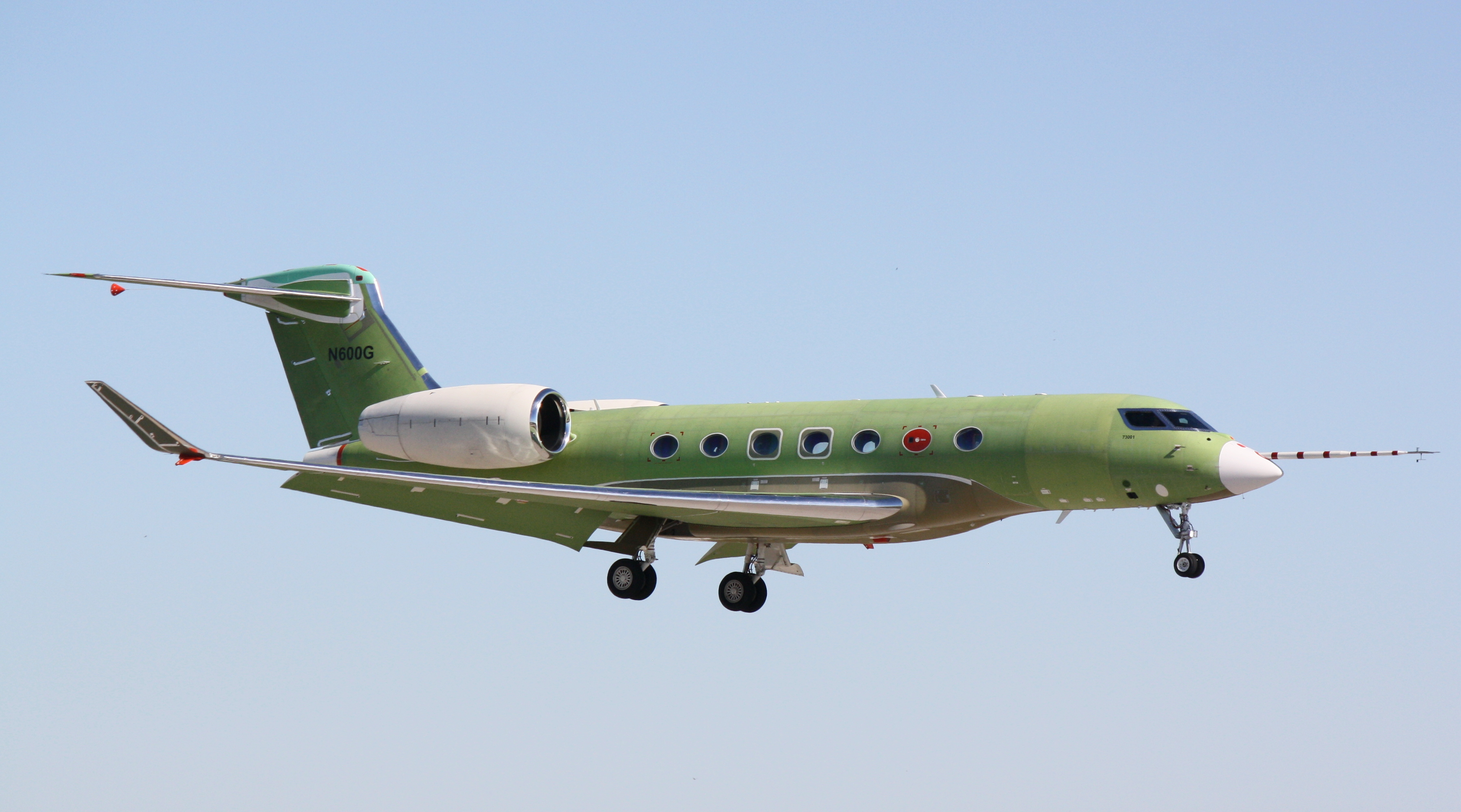
Gulfstream G600 en essai

Le G600 voit son autonomie portée à 12 038 km. La cabine du G600 est également 1,12 m plus longue que celle du G500. La cabine peut inclure quatre zones distinctes pouvant accueillir jusqu'à 19 passagers (avec un couchage pour 9).
Le premier vol du G600 a eu lieu le 17 décembre 2016. Il a été certifié par la FAA le 28 juin 2019 et la première livraison a eu lieu le 8 août 2019. Le cinquantième l'est en septembre 2021.

## Gulfstream G400
Annoncé en octobre 2021, le G400 reprend les avancées techniques des G500/G600. La cabine est plus courte et l'autonomie réduite à 4 200 nm soit 7 778 kilomètres. Il est équipé des moteurs Pratt & Whitney Canada PW800 (PW812GA).
Le premier vol du G400 a eu lieu le 15 août 2024.